# Nadia Mecheri
Pour les articles homonymes, voir Mecheri.
Née le 27 janvier 1977 à Lyon, Nadia Mecheri est une karatéka française connue pour avoir remporté le titre de championne d'Europe en kumite individuel féminin moins de 53 kilos aux championnats d'Europe de karaté 1998, 1999, 2000 et 2002.

## Résultats
| Résultat | Date          | Épreuve                   | Catégorie | Compétition                | Ville hôte                        |
| -------- | ------------- | ------------------------- | --------- | -------------------------- | --------------------------------- |
| [ 2 ]    | Mai 1998      | Kumite individuel - 53 kg | Seniors   | Championnats d'Europe 1998 | Belgrade, en Serbie-et-Monténégro |
| [ 3 ]    | Octobre 1998  | Kumite individuel - 53 kg | Seniors   | Championnats du monde 1998 | Rio de Janeiro, au Brésil         |
| [ 4 ]    | Mai 1999      | Kumite individuel - 53 kg | Seniors   | Championnats d'Europe 1999 | Chalcis, en Grèce                 |
| [ 5 ]    | Mai 2000      | Kumite individuel - 53 kg | Seniors   | Championnats d'Europe 2000 | İstanbul, en Turquie              |
| [ 1 ]    | Mai 2000      | Kumite par équipe         | Seniors   | Championnats d'Europe 2000 | İstanbul, en Turquie              |
| [ 6 ]    | Octobre 2000  | Kumite individuel - 53 kg | Seniors   | Championnats du monde 2000 | Munich, en Allemagne              |
| [ 1 ]    | Octobre 2000  | Kumite par équipe         | Seniors   | Championnats du monde 2000 | Munich, en Allemagne              |
| [ 7 ]    | Mai 2001      | Kumite individuel - 53 kg | Seniors   | Championnats d'Europe 2001 | Sofia, en Bulgarie                |
| [ 8 ]    | Mai 2002      | Kumite individuel - 53 kg | Seniors   | Championnats d'Europe 2002 | Tallinn, en Estonie               |
| [ 9 ]    | Novembre 2002 | Kumite individuel - 53 kg | Seniors   | Championnats du monde 2002 | Madrid, en Espagne                |